# Charles Vanel
Charles Vanel (21 de agosto de 1892 – 15 de abril de 1989) fue un actor y director cinematográfico de nacionalidad francesa, a lo largo de cuya carrera de 77 años rodó más de doscientos filmes.

## Biografía
Nacido en Rennes, Francia, su nombre completo era Charles-Marie Vanel. Hijo de comerciantes instalados en París, fue expulsado de todas las escuelas en las que ingresó, y no tuvo una adolescencia feliz. Intentó alistarse en la Marina, pero su visión insuficiente se lo impidió.
Finalmente, en 1908 empezó a actuar en espectáculos teatrales. Frecuentó el círculo de emigrados rusos relacionados con Iossif Ermoliev y Kamenka, y seguidores de las enseñanzas de Stanislavski. Participó en numerosas giras teatrales, sobre todo durante la Primera Guerra Mundial con Lucien Guitry, y más adelante, trabajó con Firmin Gémier en el Teatro Antoine, todo ello antes de dedicarse en exclusiva al cine, medio en el cual debutó en 1912 con el film Jim Crow, de Robert Péguy.
En las décadas de 1910 y 1920 rodó numerosos filmes mudos, interpretando principalmente a personajes rudos y amargados.
Tras la llegada del cine sonoro, y ya en la década de 1930, Vanel continuó con una fructífera carrera artística, pero su fama se consolidó y alcanzó su consagración como actor tras finalizar la Segunda Guerra Mundial. De entre sus numerosos logros destaca su papel de Jo en El salario del miedo (1953), película dirigida por Henri-Georges Clouzot y en la que actuaba junto a Yves Montand. Con esa cinta obtuvo el premio al mejor actor en el Festival de Cannes. Dos años más tarde fue nuevamente dirigido por Clouzot en Las diabólicas, film en el cual encarnaba al comisario Alfred Fichet. En el mismo año trabajó en To Catch a Thief, película dirigida por Alfred Hitchcock, y en la que interpretaba a Bertani, antiguo colega de John Robie (Cary Grant).
Charles Vanel tuvo una de las carreras más duraderas y polivalentes del cine francés (ocho décadas). Siempre muy profesional, encarnó con sobriedad, sensibilidad y perspicacia a personajes muy diversos. Consiguió un premio especial del Festival de Cannes en 1970, en una década en la que siguió muy activo, particularmente con papeles de gran justiciero como los interpretados en La più bella serata della mia vita, de Ettore Scola, y Cadaveri eccellenti, de Francesco Rosi. Su último papel memorable, ya nonagenario, lo hizo en Tre fratelli en 1981.
Charles Vanel falleció en 1989 en Cannes. Fue enterrado en el Cementerio Paysager de Mougins.

## Filmografía

### Director
- 1929 : Dans la nuit (largometraje)
- 1932 : Affaire classée (corto)

### Actor de cine

#### Cine mudo
| - 1912 : Jim Crow, de Robert Péguy - 1912 : Les Rivaux d'Arnheim, de Alfred Machin - 1917 : La p'tite du sixième, de Louis Mercanton y René Hervil - 1920 : Miarka, la fille à l'ourse, de Louis Mercanton - 1920 : Le secret de Lone-Star, de Jacques de Baroncelli - 1921 : La Fille de Camargue, de Henri Étiévant - 1921 : Crépuscule d’épouvante, de Henri Étiévant - 1921 : L'Enfant du carnaval, de Ivan Mosjoukine y Garnier - 1922 : L'Âtre, de Robert Boudrioz - 1922 : Phroso, de Louis Mercanton - 1923 : Le Vol, de Robert Péguy - 1923 : Tempêtes, de Robert Boudrioz - 1923 : La Mendiante de Saint-Sulpice, de Charles Burguet, film en dos episodios - 1923 : La Maison du mystère, de Alexandre Volkoff, film 10 episodios - 1923 : Calvaire d'amour, de Victor Tourjansky - 1923 : Du crépuscule à l'aube, de Jacques de Féraudy - 1924 : Pêcheur d'Islande, de Jacques de Baroncelli - 1924 : La Nuit de la revanche, de Henri Étiévant - 1924 : In the Spider's Web, de Robert Boudrioz - 1924 : La Flambée des rêves, de Jacques de Baroncelli - 1924 : Les Cinquante ans de Don Juan, de Henri Étiévant - 1924 : L'Autre aile, de Henri Andréani - 1924 : Âme d'artiste, de Germaine Dulac - 1925 : Le Réveil, de Jacques de Baroncelli | - 1925 : L'Orphelin du cirque, de Georges Lannes, film en cuatro episodios - 1925 : La Flamme, de René Hervil, film en siete episodios - 1925 : Barocco, de Charles Burguet - 1925 : 600000 francs par mois, de Nicolas Koline y Robert Péguy - 1926 : Nitchvo, de Jacques de Baroncelli - 1926 : Martyre, de Charles Burguet, film en dos épocas - 1927 : Feu !, de Jacques de Baroncelli - 1927 : La Proie du vent, de René Clair - 1927 : Charité, de B. Simon - 1927 : Maquillage, de Felix Basch - 1927 : Die weisse sklavin, de Augusto Genina - 1927 : Paname n'est pas Paris, de Nicolaï Malikoff - 1927 : Les Ombres du passé, de Fred Leroy-Granville - 1927 : Koenigue Louise, de Karl Grune - 1928 : L'Équipage, de Maurice Tourneur - 1928 : Waterloo, de Karl Grune - 1928 : Le Passager, de Jacques de Baroncelli - 1928 : Les Fourchambault, de Georges Monca - 1928 : La Femme rêvée, de Jean Durand - 1929 : The White Slave, de Augusto Genina - 1929 : Liebesfeuer, de Erich Waschneck - 1929 : Trois jours entre la vie et la mort, de Paul Heinz - 1929 : La Plongée tragique, de Paul Heinz - 1929 : Dans la nuit, de Charles Vanel |

#### Cine sonoro
| - 1930 : Chique, de Pierre Colombier: Fernand - 1930 : L'Arlésienne, de Jacques de Baroncelli - 1930 : Accusée, levez-vous !, de Maurice Tourneur - 1930 : Le Capitaine jaune, de Anders Wilhelm-Sandberg - 1931 : La Maison jaune de Rio, de Robert Péguy y Karl Grune - 1931 : Maison de danses, de Maurice Tourneur - 1931 : Faubourg Montmartre, de Raymond Bernard - 1931 : Daïnah la métisse, de Jean Grémillon - 1932 : Les Croix de bois, de Raymond Bernard - 1932 : Affaire classée, de Charles Vanel - 1932 : Gitanes, de Jacques de Baroncelli - 1932 : Au nom de la loi, de Maurice Tourneur - 1933 : L'Homme mystérieux, de Maurice Tourneur - 1933 : Au bout du monde, de Henri Chomette y Gustav Ucicky - 1934 : Le roi de Camargue, de Jean de Baroncelli - 1934 : Les Misérables, de Raymond Bernard - 1934 : Le Grand Jeu, de Jacques Feyder - 1935 : L'Équipage, de Anatole Litvak - 1935 : Le Domino vert, de Henri Decoin y Herbert Selpin - 1935 : L'impossible aveu, de Guarino Glavany - 1936 : Michel Strogoff, de Jacques de Baroncelli y Richard Eichberg - 1936 : Port-Arthur, de Nicolas Farkas - 1936 : La Peur, de Victor Tourjansky - 1936 : Jenny, de Marcel Carné - 1936 : Les Grands, de Félix Gandéra - 1936 : La Flamme, de André Berthomieu - 1936 : Courrier Sud, de Pierre Billon - 1936 : La Belle Équipe, de Julien Duvivier - 1936 : Les Bateliers de la Volga, de Wladimir Strijewski - 1936 : L'Assaut, de Pierre-Jean Ducis - 1937 : Troika sur la piste blanche, de Jean Dréville - 1937 : Police mondaine, de Michel Bernheim y Christian Chamborant - 1937 : Les Pirates du rail, de Christian-Jaque - 1937 : L'Occident, de Henri Fescourt - 1937 : La Femme du bout du monde, de Jean Epstein - 1938 : Abus de confiance, de Henri Decoin - 1938 : SOS Sahara, de Jacques de Baroncelli - 1938 : Légions d'honneur, de Maurice Gleize - 1938 : Carrefour, de Curtis Bernhardt - 1938 : Bar du sud, de Henri Fescourt - 1939 : Yamilé sous les cèdres, de Charles d'Espinay - 1939 : La Brigade sauvage, de Marcel L'Herbier y Jean Dréville - 1939 : La Piste du nord, de Jacques Feyder - 1940 : L'Or du Cristobal, de Jean Stelli - 1940 : La Nuit merveilleuse, de Jean-Paul Paulin - 1941 : Le Diamant noir, de Jean Delannoy - 1942 : Les affaires sont les affaires, de Jean Dréville - 1942 : Promesse à l'inconnue, de André Berthomieu - 1942 : Haut le vent, de Jacques de Baroncelli - 1943 : Le soleil a toujours raison, de Pierre Billon - 1943 : La Sévillane, de André Hugon - 1943 : Les Roquevillard, de Jean Dréville - 1944 : Le ciel est à vous de Jean Grémillon - 1945 : L'enquête du 58, de Jean Tédesco - 1945 : La Ferme du pendu, de Jean Dréville - 1946 : Gringalet, de André Berthomieu - 1946 : La Cabane aux souvenirs, de Jean Stelli - 1947 : Le Bateau à soupe, de Maurice Gleize - 1947 : Le Diable souffle, de Edmond T. Gréville - 1948 : Vertigine d'amore, de Luigi Capuano - 1949 : In nome della legge, de Pietro Germi - 1949 : La Femme que j'ai assassinée, de Jacques Daniel-Norman - 1950 : Tempête sur les Mauvents, de Gilbert Dupré - 1950 : Malaire, de Alejandro Perla | - 1950 : Gli Inesorabili, de Camillo Mastrocinque - 1950 : Cuori sul mare, de Giorgio Bianchi - 1950 : Il Bivio, de Fernando Cerchio - 1951 : L'Ultima sentenza, de Mario Bonnard - 1951 : Incantesimo tragico, de Mario Sequi - 1953 : El salario del miedo, de Henri-Georges Clouzot - 1953 : Tam tam nell'oltre Giuba, de Carlo Sandri - 1953 : Maddalena, de Augusto Genina - 1954 : Si Versailles m'était conté..., de Sacha Guitry - 1954 : L'Affaire Maurizius, de Julien Duvivier - 1954 : L'Allegro squadrone, de Paolo Moffa - 1955 : Las diabólicas, de Henri-Georges Clouzot - 1955 : To Catch a Thief, de Alfred Hitchcock - 1955 : Un missionnaire, de Maurice Cloche - 1955 : Tam-tam mayumbe, de Gian Gaspare Napolitano - 1956 : La Mort en ce jardin, de Luis Buñuel - 1956 : Difendo il mio amore, de Giulio Macchi y Vincent Sherman - 1957 : Le Feu aux poudres, de Henri Decoin - 1957 : Les Suspects, de Jean Dréville - 1958 : Le Piège, de Charles Brabant - 1958 : Le Gorille vous salue bien, de Bernard Borderie - 1958 : Rafles sur la ville, de Pierre Chenal - 1959 : Les Bateliers de la Volga, de Victor Tourjansky - 1959 : Les Naufrageurs, de Charles Brabant - 1959 : Pêcheur d'Islande, de Pierre Schoendoerffer - 1959 : La Valse du Gorille, de Bernard Borderie - 1960 : La Vérité, de Henri-Georges Clouzot - 1960 : María, matrícula de Bilbao, de Ladislao Vajda - 1961 : Tintín y el misterio del Toisón de Oro, de Jean-Jacques Vierne - 1962 : Lo Sgarro, de Silvio Siano - 1963 : Rififi à Tokyo, de Jacques Deray - 1963 : El guardaespaldas, de Jean-Pierre Melville - 1963 : Un roi sans divertissement, de François Leterrier - 1963 : Symphonie pour un massacre, de Jacques Deray - 1963 : La Steppa, de Alberto Lattuada - 1965 : Le Chant du monde, de Marcel Camus - 1967 : Un homme de trop, de Costa-Gavras - 1967 : Ballade pour un chien, de Gérard Vergez - 1968 : La Prisonnière, d'Henri-Georges Clouzot - 1968 : Maldonne, de Sergio Gobbi - 1970 : Ils..., de Jean-Daniel Simon - 1971 : Comptes à rebours, de Roger Pigaut - 1972 : La Nuit bulgare, de Michel Mitrani - 1972 : L'aventure c'est l'aventure, de Claude Lelouch - 1972 : La più bella serata della mia vita, de Ettore Scola - 1972 : Camorra, de Pasquale Squitieri - 1972 : Les martiens, de Yves Ciampi - 1973 : Par le sang des autres, de Marc Simenon - 1975 : Sept morts sur ordonnance, de Jacques Rouffio - 1976 : Es herrscht Ruhe im Land, de Peter Lilienthal - 1976 : Cadaveri eccellenti, de Francesco Rosi - 1976 : Comme un boomerang, de José Giovanni - 1976 : À l'ombre d'un été, de Jean-Louis van Belle - 1976 : Nuit d'or, de Serge Moati - 1977 : Alice ou la Dernière Fugue, de Claude Chabrol - 1977 : Coup de foudre, de Robert Enrico - 1978 : Ne pleure pas, de Jacques Ertaud - 1979 : Le Chemin perdu, de Patricia Moraz - 1980 : La Puce et le privé, de Roger Kay - 1981 : Tre fratelli, de Francesco Rosi - 1987 : Si le soleil ne revenait pas, de Claude Goretta - 1988 : Les Saisons du plaisir, de Jean-Pierre Mocky |

### Actor de televisión
- 1960 : On roule à deux, de Georges Folgoas
- 1967 : L'Arlésienne, de Pierre Badel
- 1968 : La Séparation, de Maurice Cazeneuve
- 1968 : Les grandes espérances, de Marcel Cravenne
- 1970 : Sébastien et la Mary-Morgane, de Cécile Aubry
- 1972 : Le Père Goriot, de Guy Jorré
- 1972 : Les Thibault, de André Michel y Alain Boudet
- 1973 : Le Reflet dans la mer, de Olivier Ricard
- 1973 : Au bout du rouleau, de Claude-Jean Bonnardot
- 1973 : Le violon de Vincent, de Jean-Pierre Gallo
- 1974 : Le Juge et son bourreau, de Daniel Le Comte
- 1974 : La vie de plaisance, de Pierre Gautherin
- 1975 : Clorinda
- 1978 : Thomas Guérin, retraité, de Patrick Jamain
- 1978 : Un comédien lit un auteur : Jules Verne, de Paul-André Picton
- 1979 : Le mandarin, de Patrick Jamain
- 1979 : Charles Vanel ou la passion du métier, de Armand Panigel
- 1980 : L'Oasis, de Marcel Teulade
- 1980 : Otototoï, de Richard Rein
- 1982 : Les Michaud, de Georges Folgoas

## Premios y distinciones
Festival Internacional de Cine de Cannes
| Año  | Categoría        | Película             | Resultado |
| ---- | ---------------- | -------------------- | --------- |
| 1953 | Mención especial | El salario del miedo | Ganador   |

Festival Internacional de Cine de San Sebastián
| Año  | Categoría                                          | Película              | Resultado |
| ---- | -------------------------------------------------- | --------------------- | --------- |
| 1957 | Premio Zulueta a la mejor interpretación masculina | X3 operación dinamita | Ganador   |